# Синдромный анализ
Синдромный анализ — метод в нейропсихологии, под которым понимают: 1) анализ нейропсихологических синдромов с целью обнаружения общего основания (нейропсихологического фактора), объясняющего происхождение различных нейропсихологических симптомов; 2) изучение качественной специфики нарушений различных психических функций, связанных с поражением (выпадением) определенного фактора; 3) качественная квалификация нейропсихологических симптомов.

## Общие сведения
Синдромный анализ основан на теории системно-динамической локализации высших психических функций, разработанной А. Р. Лурией. Исходя из данной концепции, при локальных поражениях головного мозга поражается не одна психическая функция, а «функциональная система».
Согласно данной теории, психическая деятельность — это сложная функциональная система, работа которой обеспечивается совокупностью совместно работающих аппаратов головного мозга.
А. Р. Лурия выделил следующие закономерности:
1. функциональная система может нарушаться при поражении большого числа различных зон;
2. при различных по локализации поражениях функциональная система может нарушаться по-разному. Согласно концепции А. Р. Лурии каждая зона мозга, участвующая в обеспечении функциональной системы, ответственна за свой фактор. А выпадение/нарушение фактора приводит к нарушению работы всей функциональной системы.[3]

Данные закономерности позволяют нейропсихологу понять, какие нейропсихологические факторы включает в себя сложная психическая деятельность, а также какие участки головного мозга составляют ее нервную основу.
Эти два вопроса могут быть решены только при соблюдении двух условий:
- сопоставлении всех симптомов, которые отмечаются при наличии одного, строго локализованного очага в коре головного мозга (или в подкорковых образованиях),
- анализе характера нарушений данной системы при различных по локализации мозговых поражениях

Целью синдромного анализа является поиск основной причины нарушения (выпавшего/поврежденного фактора), постановка топического диагноза.
Таким образом, синдромный анализ предполагает поиск первичной основы синдрома — нейропсихологического фактора, определяющего характер синдрома.
Синдромный анализ проводится с помощью «луриевских методов нейропсихологического исследования» — определённого набора заданий, разработанного А. Р. Лурия.

## Положения синдромного анализа[1]
Е. Д. Хомская выделила следующие положения синдромного анализа:
1. Синдромный анализ предполагает качественную квалификацию нейропсихологических симптомов. Качественная квалификация нейропсихологического симптома — это определение формы нарушения психической функции. Таким образом, устанавливается, какой характер носит наблюдаемый дефект, и в силу каких причин этот дефект появляется. Стоит отметить, что количественный подход не исключается из синдромного анализа. Он используется для описания степени выраженности дефекта.
2. Синдромный анализ включает в себя сопоставление первичных и вторичных расстройств. Это позволяет изучить структуру нейропсихологического синдрома для дальнейшего топического анализа. Первичные расстройства — расстройства, связанные с нарушением/выпадением нейропсихологического фактора. Вторичные расстройства — расстройства, возникающие в связи с распадом всей функциональной системы по законам системной организации.
3. При синдромном анализе предполагается изучение состава не только нарушенных, но и сохранных психических функций.

А. Р. Лурия подчеркивал, что синдромный анализ — это творческий процесс решения диагностической задачи в условиях ограниченного количества времени и методических средств.

## Принципы синдромного анализа
1. А. Р. Лурия ввел структурно-динамический принцип нейропсихологического исследования, предполагающий изучение психической функции в разных условиях. Например, изменение темп совершаемой деятельности, усложнение заданий[5].
2. Принцип двойной диссоциации функций Г. Л. Тэйбера. Принцип заключается в том, что ограниченный корковый очаг поражения нарушает протекание одних психических процессов, оставляя другие психические процессы сохранными. Например, при повреждении теменно-затылочной (или нижнетеменной) области левого полушария головного мозга нарушаются функции, связанные с пространственным фактором (ориентация в пространстве, счет, сложности в понимании определенных грамматических структур), но при этом остаются сохранными такие процессы, как речь, узнавание и воспроизведение музыкальных мелодий. При этом при поражениях височной области коры больших полушарий головного мозга больные с таким повреждением не могут воспринимать обращенную к ним речь (речевой слух), но в то же время могут не иметь нарушений относительного музыкального слуха. Данные принципы позволяют более глубоко изучить структуру психологических процессов.

## Практическое значение синдромного анализа
Синдромный анализ — один из важнейших принципов изучения нарушений высших психических функций у больных с локальными поражениями головного мозга.
1. Синдромный анализ делает возможным постановку топического диагноза. Обнаружение нейропсихологического фактора, лежащего в основе соответствующего нейропсихологического синдрома дает возможность определить, в каких мозговых зонах находится очаг поражения.
2. Синдромный анализ используется как средство контроля за послеоперационным течением заболевания, эффективностью применения того или иного лечебного препарата, что позволяет контролировать состояние больного.
3. Благодаря синдромному анализу появилась возможность определять форму нарушения той или иной психической функции.
4. Синдромный анализ позволяет раскрыть вопрос о мозговой организации сложных психических процессов и их строении.